# Богданов Євгеній Михайлович
Богданов Євгеній Михайлович (27 лютого 1952, м. Львів, Україна — 30 жовтня 2010, Львів, Україна) — український шаховий композитор, міжнародний гросмейстер з шахової композиції.

## Біографія
Народився 27 лютого 1952 року у Львові. Першу задачу надрукував у 1967 році. За фахом інженер-електронік, багато років працював у спеціальному конструкторському бюро телевізійної техніки Львівського виробничого об'єднання «Електрон». Розробник і конструктор (1985) спеціалізованого комп'ютера для розв'язування шахових задач. Все життя прожив у Львові.
Ще юнаком зацікавився цією дивною, таємничою грою, багато грав у турнірах, вдосконалював свою майстерність в одній групі разом з відомими тепер на весь світ гросмейстерами Олександром Білявським та Олегом Романишиним у відомого фахівця, заслуженого тренера СРСР Віктора Карта. Час від часу розв'язував шахові задачі та етюди, брав участь у шахових конкурсах розв'язувачів, що проводилися тоді в обласних та міських газетах. У 1968-69 рр. познайомився з іншими львівськими композиторами, серед яких були Леонід Макаронець та Микола Чернявський.  Євген швидко опанував ази композиції і вже на початку 70-х років сформувався, як зрілий композитор, здатний втілювати надскладні задуми у свої творчості. Діапазон його творчості був надзвичайно широким — ортодоксальні жанри, кооперативні та зворотні мати, казки і навіть етюди. Та все ж улюбленими жанрами Є.Богданова були двоходівка та триходівка, у яких він досягнув найбільших спортивних та творчих успіхів і був там завжди на передньому краю всього нового. Він є одним з авторів Львівської теми, тем Богданова-Ричкова, Богданова-Сороки та багатьох інших тем та ідей. Автор  кількох книг, серед яких «Миниатюры» (2002), «От  мини  до  макси» (2003)  і  «Аналитический  обзор» (2004), «Продолжение следует» та численних аналітичних статей, присвячених шаховій композиції.
Надрукував близько 6000 композицій — двоходівки, триходівки, багатоходівки, задачі на кооперативний і зворотний мат, біля 4000 з них це задачі-мініатюри. 2500 композицій відзначені у конкурсах, з них більше 1000 — призами (300 перших призів). Був суддею більше 60 міжнародних конкурсів у різних жанрах шахової композиції.
У 2006 році Є.Богданов розпочав видавництво журналу «Шаховий Леополіс», де за кілька років були надруковані численні теоретичні статті, проведені десятки річних та тематичних конкурсів. Мабуть, це був єдиний журнал з композиції, який виходив щомісяця, а то й двічі на місяць. Як редактор і видавець, Є.Богданов був пунктуальний і відповідальний, передплатники завжди вчасно отримували журнал незалежно від обставин.

## Звання та титули
- Гросмейстер України з шахової композиції.
- Міжнародний майстер з шахової композиції (1989)
- Міжнародний гросмейстер з шахової композиції (2012, посмертно[1])

## Спортивні досягнення
- Чемпіон світу у складі збірної команди СРСР (4. WCCT),
- Срібний призер чемпіонату світу у складі збірної команди України (6. WCCT).
- Багаторазовий призер та чемпіон України в особистому та командному заліку.

## Задачі
1-й приз, Le Courrier des Echecs 1983
(Альбом ФІДЕ 1983—1985)
|   | a | b | c | d | e | f | g | h |   |
| 8 | d8 білий ферзь · h8 чорний слон · b7 чорна тура · c7 чорний пішак · d7 чорний пішак · e7 чорний пішак · h7 чорна тура · b6 чорний пішак · d6 чорний король · f6 чорний пішак · g6 білий кінь · b5 біла тура · d5 білий пішак · f5 чорний пішак · f4 чорний пішак · d3 чорний кінь · f3 білий слон · d2 білий слон · b1 білий король · d1 біла тура · f1 чорний слон | d8 білий ферзь · h8 чорний слон · b7 чорна тура · c7 чорний пішак · d7 чорний пішак · e7 чорний пішак · h7 чорна тура · b6 чорний пішак · d6 чорний король · f6 чорний пішак · g6 білий кінь · b5 біла тура · d5 білий пішак · f5 чорний пішак · f4 чорний пішак · d3 чорний кінь · f3 білий слон · d2 білий слон · b1 білий король · d1 біла тура · f1 чорний слон | d8 білий ферзь · h8 чорний слон · b7 чорна тура · c7 чорний пішак · d7 чорний пішак · e7 чорний пішак · h7 чорна тура · b6 чорний пішак · d6 чорний король · f6 чорний пішак · g6 білий кінь · b5 біла тура · d5 білий пішак · f5 чорний пішак · f4 чорний пішак · d3 чорний кінь · f3 білий слон · d2 білий слон · b1 білий король · d1 біла тура · f1 чорний слон | d8 білий ферзь · h8 чорний слон · b7 чорна тура · c7 чорний пішак · d7 чорний пішак · e7 чорний пішак · h7 чорна тура · b6 чорний пішак · d6 чорний король · f6 чорний пішак · g6 білий кінь · b5 біла тура · d5 білий пішак · f5 чорний пішак · f4 чорний пішак · d3 чорний кінь · f3 білий слон · d2 білий слон · b1 білий король · d1 біла тура · f1 чорний слон | d8 білий ферзь · h8 чорний слон · b7 чорна тура · c7 чорний пішак · d7 чорний пішак · e7 чорний пішак · h7 чорна тура · b6 чорний пішак · d6 чорний король · f6 чорний пішак · g6 білий кінь · b5 біла тура · d5 білий пішак · f5 чорний пішак · f4 чорний пішак · d3 чорний кінь · f3 білий слон · d2 білий слон · b1 білий король · d1 біла тура · f1 чорний слон | d8 білий ферзь · h8 чорний слон · b7 чорна тура · c7 чорний пішак · d7 чорний пішак · e7 чорний пішак · h7 чорна тура · b6 чорний пішак · d6 чорний король · f6 чорний пішак · g6 білий кінь · b5 біла тура · d5 білий пішак · f5 чорний пішак · f4 чорний пішак · d3 чорний кінь · f3 білий слон · d2 білий слон · b1 білий король · d1 біла тура · f1 чорний слон | d8 білий ферзь · h8 чорний слон · b7 чорна тура · c7 чорний пішак · d7 чорний пішак · e7 чорний пішак · h7 чорна тура · b6 чорний пішак · d6 чорний король · f6 чорний пішак · g6 білий кінь · b5 біла тура · d5 білий пішак · f5 чорний пішак · f4 чорний пішак · d3 чорний кінь · f3 білий слон · d2 білий слон · b1 білий король · d1 біла тура · f1 чорний слон | d8 білий ферзь · h8 чорний слон · b7 чорна тура · c7 чорний пішак · d7 чорний пішак · e7 чорний пішак · h7 чорна тура · b6 чорний пішак · d6 чорний король · f6 чорний пішак · g6 білий кінь · b5 біла тура · d5 білий пішак · f5 чорний пішак · f4 чорний пішак · d3 чорний кінь · f3 білий слон · d2 білий слон · b1 білий король · d1 біла тура · f1 чорний слон | 8 |
| 7 | d8 білий ферзь · h8 чорний слон · b7 чорна тура · c7 чорний пішак · d7 чорний пішак · e7 чорний пішак · h7 чорна тура · b6 чорний пішак · d6 чорний король · f6 чорний пішак · g6 білий кінь · b5 біла тура · d5 білий пішак · f5 чорний пішак · f4 чорний пішак · d3 чорний кінь · f3 білий слон · d2 білий слон · b1 білий король · d1 біла тура · f1 чорний слон | d8 білий ферзь · h8 чорний слон · b7 чорна тура · c7 чорний пішак · d7 чорний пішак · e7 чорний пішак · h7 чорна тура · b6 чорний пішак · d6 чорний король · f6 чорний пішак · g6 білий кінь · b5 біла тура · d5 білий пішак · f5 чорний пішак · f4 чорний пішак · d3 чорний кінь · f3 білий слон · d2 білий слон · b1 білий король · d1 біла тура · f1 чорний слон | d8 білий ферзь · h8 чорний слон · b7 чорна тура · c7 чорний пішак · d7 чорний пішак · e7 чорний пішак · h7 чорна тура · b6 чорний пішак · d6 чорний король · f6 чорний пішак · g6 білий кінь · b5 біла тура · d5 білий пішак · f5 чорний пішак · f4 чорний пішак · d3 чорний кінь · f3 білий слон · d2 білий слон · b1 білий король · d1 біла тура · f1 чорний слон | d8 білий ферзь · h8 чорний слон · b7 чорна тура · c7 чорний пішак · d7 чорний пішак · e7 чорний пішак · h7 чорна тура · b6 чорний пішак · d6 чорний король · f6 чорний пішак · g6 білий кінь · b5 біла тура · d5 білий пішак · f5 чорний пішак · f4 чорний пішак · d3 чорний кінь · f3 білий слон · d2 білий слон · b1 білий король · d1 біла тура · f1 чорний слон | d8 білий ферзь · h8 чорний слон · b7 чорна тура · c7 чорний пішак · d7 чорний пішак · e7 чорний пішак · h7 чорна тура · b6 чорний пішак · d6 чорний король · f6 чорний пішак · g6 білий кінь · b5 біла тура · d5 білий пішак · f5 чорний пішак · f4 чорний пішак · d3 чорний кінь · f3 білий слон · d2 білий слон · b1 білий король · d1 біла тура · f1 чорний слон | d8 білий ферзь · h8 чорний слон · b7 чорна тура · c7 чорний пішак · d7 чорний пішак · e7 чорний пішак · h7 чорна тура · b6 чорний пішак · d6 чорний король · f6 чорний пішак · g6 білий кінь · b5 біла тура · d5 білий пішак · f5 чорний пішак · f4 чорний пішак · d3 чорний кінь · f3 білий слон · d2 білий слон · b1 білий король · d1 біла тура · f1 чорний слон | d8 білий ферзь · h8 чорний слон · b7 чорна тура · c7 чорний пішак · d7 чорний пішак · e7 чорний пішак · h7 чорна тура · b6 чорний пішак · d6 чорний король · f6 чорний пішак · g6 білий кінь · b5 біла тура · d5 білий пішак · f5 чорний пішак · f4 чорний пішак · d3 чорний кінь · f3 білий слон · d2 білий слон · b1 білий король · d1 біла тура · f1 чорний слон | d8 білий ферзь · h8 чорний слон · b7 чорна тура · c7 чорний пішак · d7 чорний пішак · e7 чорний пішак · h7 чорна тура · b6 чорний пішак · d6 чорний король · f6 чорний пішак · g6 білий кінь · b5 біла тура · d5 білий пішак · f5 чорний пішак · f4 чорний пішак · d3 чорний кінь · f3 білий слон · d2 білий слон · b1 білий король · d1 біла тура · f1 чорний слон | 7 |
| 6 | d8 білий ферзь · h8 чорний слон · b7 чорна тура · c7 чорний пішак · d7 чорний пішак · e7 чорний пішак · h7 чорна тура · b6 чорний пішак · d6 чорний король · f6 чорний пішак · g6 білий кінь · b5 біла тура · d5 білий пішак · f5 чорний пішак · f4 чорний пішак · d3 чорний кінь · f3 білий слон · d2 білий слон · b1 білий король · d1 біла тура · f1 чорний слон | d8 білий ферзь · h8 чорний слон · b7 чорна тура · c7 чорний пішак · d7 чорний пішак · e7 чорний пішак · h7 чорна тура · b6 чорний пішак · d6 чорний король · f6 чорний пішак · g6 білий кінь · b5 біла тура · d5 білий пішак · f5 чорний пішак · f4 чорний пішак · d3 чорний кінь · f3 білий слон · d2 білий слон · b1 білий король · d1 біла тура · f1 чорний слон | d8 білий ферзь · h8 чорний слон · b7 чорна тура · c7 чорний пішак · d7 чорний пішак · e7 чорний пішак · h7 чорна тура · b6 чорний пішак · d6 чорний король · f6 чорний пішак · g6 білий кінь · b5 біла тура · d5 білий пішак · f5 чорний пішак · f4 чорний пішак · d3 чорний кінь · f3 білий слон · d2 білий слон · b1 білий король · d1 біла тура · f1 чорний слон | d8 білий ферзь · h8 чорний слон · b7 чорна тура · c7 чорний пішак · d7 чорний пішак · e7 чорний пішак · h7 чорна тура · b6 чорний пішак · d6 чорний король · f6 чорний пішак · g6 білий кінь · b5 біла тура · d5 білий пішак · f5 чорний пішак · f4 чорний пішак · d3 чорний кінь · f3 білий слон · d2 білий слон · b1 білий король · d1 біла тура · f1 чорний слон | d8 білий ферзь · h8 чорний слон · b7 чорна тура · c7 чорний пішак · d7 чорний пішак · e7 чорний пішак · h7 чорна тура · b6 чорний пішак · d6 чорний король · f6 чорний пішак · g6 білий кінь · b5 біла тура · d5 білий пішак · f5 чорний пішак · f4 чорний пішак · d3 чорний кінь · f3 білий слон · d2 білий слон · b1 білий король · d1 біла тура · f1 чорний слон | d8 білий ферзь · h8 чорний слон · b7 чорна тура · c7 чорний пішак · d7 чорний пішак · e7 чорний пішак · h7 чорна тура · b6 чорний пішак · d6 чорний король · f6 чорний пішак · g6 білий кінь · b5 біла тура · d5 білий пішак · f5 чорний пішак · f4 чорний пішак · d3 чорний кінь · f3 білий слон · d2 білий слон · b1 білий король · d1 біла тура · f1 чорний слон | d8 білий ферзь · h8 чорний слон · b7 чорна тура · c7 чорний пішак · d7 чорний пішак · e7 чорний пішак · h7 чорна тура · b6 чорний пішак · d6 чорний король · f6 чорний пішак · g6 білий кінь · b5 біла тура · d5 білий пішак · f5 чорний пішак · f4 чорний пішак · d3 чорний кінь · f3 білий слон · d2 білий слон · b1 білий король · d1 біла тура · f1 чорний слон | d8 білий ферзь · h8 чорний слон · b7 чорна тура · c7 чорний пішак · d7 чорний пішак · e7 чорний пішак · h7 чорна тура · b6 чорний пішак · d6 чорний король · f6 чорний пішак · g6 білий кінь · b5 біла тура · d5 білий пішак · f5 чорний пішак · f4 чорний пішак · d3 чорний кінь · f3 білий слон · d2 білий слон · b1 білий король · d1 біла тура · f1 чорний слон | 6 |
| 5 | d8 білий ферзь · h8 чорний слон · b7 чорна тура · c7 чорний пішак · d7 чорний пішак · e7 чорний пішак · h7 чорна тура · b6 чорний пішак · d6 чорний король · f6 чорний пішак · g6 білий кінь · b5 біла тура · d5 білий пішак · f5 чорний пішак · f4 чорний пішак · d3 чорний кінь · f3 білий слон · d2 білий слон · b1 білий король · d1 біла тура · f1 чорний слон | d8 білий ферзь · h8 чорний слон · b7 чорна тура · c7 чорний пішак · d7 чорний пішак · e7 чорний пішак · h7 чорна тура · b6 чорний пішак · d6 чорний король · f6 чорний пішак · g6 білий кінь · b5 біла тура · d5 білий пішак · f5 чорний пішак · f4 чорний пішак · d3 чорний кінь · f3 білий слон · d2 білий слон · b1 білий король · d1 біла тура · f1 чорний слон | d8 білий ферзь · h8 чорний слон · b7 чорна тура · c7 чорний пішак · d7 чорний пішак · e7 чорний пішак · h7 чорна тура · b6 чорний пішак · d6 чорний король · f6 чорний пішак · g6 білий кінь · b5 біла тура · d5 білий пішак · f5 чорний пішак · f4 чорний пішак · d3 чорний кінь · f3 білий слон · d2 білий слон · b1 білий король · d1 біла тура · f1 чорний слон | d8 білий ферзь · h8 чорний слон · b7 чорна тура · c7 чорний пішак · d7 чорний пішак · e7 чорний пішак · h7 чорна тура · b6 чорний пішак · d6 чорний король · f6 чорний пішак · g6 білий кінь · b5 біла тура · d5 білий пішак · f5 чорний пішак · f4 чорний пішак · d3 чорний кінь · f3 білий слон · d2 білий слон · b1 білий король · d1 біла тура · f1 чорний слон | d8 білий ферзь · h8 чорний слон · b7 чорна тура · c7 чорний пішак · d7 чорний пішак · e7 чорний пішак · h7 чорна тура · b6 чорний пішак · d6 чорний король · f6 чорний пішак · g6 білий кінь · b5 біла тура · d5 білий пішак · f5 чорний пішак · f4 чорний пішак · d3 чорний кінь · f3 білий слон · d2 білий слон · b1 білий король · d1 біла тура · f1 чорний слон | d8 білий ферзь · h8 чорний слон · b7 чорна тура · c7 чорний пішак · d7 чорний пішак · e7 чорний пішак · h7 чорна тура · b6 чорний пішак · d6 чорний король · f6 чорний пішак · g6 білий кінь · b5 біла тура · d5 білий пішак · f5 чорний пішак · f4 чорний пішак · d3 чорний кінь · f3 білий слон · d2 білий слон · b1 білий король · d1 біла тура · f1 чорний слон | d8 білий ферзь · h8 чорний слон · b7 чорна тура · c7 чорний пішак · d7 чорний пішак · e7 чорний пішак · h7 чорна тура · b6 чорний пішак · d6 чорний король · f6 чорний пішак · g6 білий кінь · b5 біла тура · d5 білий пішак · f5 чорний пішак · f4 чорний пішак · d3 чорний кінь · f3 білий слон · d2 білий слон · b1 білий король · d1 біла тура · f1 чорний слон | d8 білий ферзь · h8 чорний слон · b7 чорна тура · c7 чорний пішак · d7 чорний пішак · e7 чорний пішак · h7 чорна тура · b6 чорний пішак · d6 чорний король · f6 чорний пішак · g6 білий кінь · b5 біла тура · d5 білий пішак · f5 чорний пішак · f4 чорний пішак · d3 чорний кінь · f3 білий слон · d2 білий слон · b1 білий король · d1 біла тура · f1 чорний слон | 5 |
| 4 | d8 білий ферзь · h8 чорний слон · b7 чорна тура · c7 чорний пішак · d7 чорний пішак · e7 чорний пішак · h7 чорна тура · b6 чорний пішак · d6 чорний король · f6 чорний пішак · g6 білий кінь · b5 біла тура · d5 білий пішак · f5 чорний пішак · f4 чорний пішак · d3 чорний кінь · f3 білий слон · d2 білий слон · b1 білий король · d1 біла тура · f1 чорний слон | d8 білий ферзь · h8 чорний слон · b7 чорна тура · c7 чорний пішак · d7 чорний пішак · e7 чорний пішак · h7 чорна тура · b6 чорний пішак · d6 чорний король · f6 чорний пішак · g6 білий кінь · b5 біла тура · d5 білий пішак · f5 чорний пішак · f4 чорний пішак · d3 чорний кінь · f3 білий слон · d2 білий слон · b1 білий король · d1 біла тура · f1 чорний слон | d8 білий ферзь · h8 чорний слон · b7 чорна тура · c7 чорний пішак · d7 чорний пішак · e7 чорний пішак · h7 чорна тура · b6 чорний пішак · d6 чорний король · f6 чорний пішак · g6 білий кінь · b5 біла тура · d5 білий пішак · f5 чорний пішак · f4 чорний пішак · d3 чорний кінь · f3 білий слон · d2 білий слон · b1 білий король · d1 біла тура · f1 чорний слон | d8 білий ферзь · h8 чорний слон · b7 чорна тура · c7 чорний пішак · d7 чорний пішак · e7 чорний пішак · h7 чорна тура · b6 чорний пішак · d6 чорний король · f6 чорний пішак · g6 білий кінь · b5 біла тура · d5 білий пішак · f5 чорний пішак · f4 чорний пішак · d3 чорний кінь · f3 білий слон · d2 білий слон · b1 білий король · d1 біла тура · f1 чорний слон | d8 білий ферзь · h8 чорний слон · b7 чорна тура · c7 чорний пішак · d7 чорний пішак · e7 чорний пішак · h7 чорна тура · b6 чорний пішак · d6 чорний король · f6 чорний пішак · g6 білий кінь · b5 біла тура · d5 білий пішак · f5 чорний пішак · f4 чорний пішак · d3 чорний кінь · f3 білий слон · d2 білий слон · b1 білий король · d1 біла тура · f1 чорний слон | d8 білий ферзь · h8 чорний слон · b7 чорна тура · c7 чорний пішак · d7 чорний пішак · e7 чорний пішак · h7 чорна тура · b6 чорний пішак · d6 чорний король · f6 чорний пішак · g6 білий кінь · b5 біла тура · d5 білий пішак · f5 чорний пішак · f4 чорний пішак · d3 чорний кінь · f3 білий слон · d2 білий слон · b1 білий король · d1 біла тура · f1 чорний слон | d8 білий ферзь · h8 чорний слон · b7 чорна тура · c7 чорний пішак · d7 чорний пішак · e7 чорний пішак · h7 чорна тура · b6 чорний пішак · d6 чорний король · f6 чорний пішак · g6 білий кінь · b5 біла тура · d5 білий пішак · f5 чорний пішак · f4 чорний пішак · d3 чорний кінь · f3 білий слон · d2 білий слон · b1 білий король · d1 біла тура · f1 чорний слон | d8 білий ферзь · h8 чорний слон · b7 чорна тура · c7 чорний пішак · d7 чорний пішак · e7 чорний пішак · h7 чорна тура · b6 чорний пішак · d6 чорний король · f6 чорний пішак · g6 білий кінь · b5 біла тура · d5 білий пішак · f5 чорний пішак · f4 чорний пішак · d3 чорний кінь · f3 білий слон · d2 білий слон · b1 білий король · d1 біла тура · f1 чорний слон | 4 |
| 3 | d8 білий ферзь · h8 чорний слон · b7 чорна тура · c7 чорний пішак · d7 чорний пішак · e7 чорний пішак · h7 чорна тура · b6 чорний пішак · d6 чорний король · f6 чорний пішак · g6 білий кінь · b5 біла тура · d5 білий пішак · f5 чорний пішак · f4 чорний пішак · d3 чорний кінь · f3 білий слон · d2 білий слон · b1 білий король · d1 біла тура · f1 чорний слон | d8 білий ферзь · h8 чорний слон · b7 чорна тура · c7 чорний пішак · d7 чорний пішак · e7 чорний пішак · h7 чорна тура · b6 чорний пішак · d6 чорний король · f6 чорний пішак · g6 білий кінь · b5 біла тура · d5 білий пішак · f5 чорний пішак · f4 чорний пішак · d3 чорний кінь · f3 білий слон · d2 білий слон · b1 білий король · d1 біла тура · f1 чорний слон | d8 білий ферзь · h8 чорний слон · b7 чорна тура · c7 чорний пішак · d7 чорний пішак · e7 чорний пішак · h7 чорна тура · b6 чорний пішак · d6 чорний король · f6 чорний пішак · g6 білий кінь · b5 біла тура · d5 білий пішак · f5 чорний пішак · f4 чорний пішак · d3 чорний кінь · f3 білий слон · d2 білий слон · b1 білий король · d1 біла тура · f1 чорний слон | d8 білий ферзь · h8 чорний слон · b7 чорна тура · c7 чорний пішак · d7 чорний пішак · e7 чорний пішак · h7 чорна тура · b6 чорний пішак · d6 чорний король · f6 чорний пішак · g6 білий кінь · b5 біла тура · d5 білий пішак · f5 чорний пішак · f4 чорний пішак · d3 чорний кінь · f3 білий слон · d2 білий слон · b1 білий король · d1 біла тура · f1 чорний слон | d8 білий ферзь · h8 чорний слон · b7 чорна тура · c7 чорний пішак · d7 чорний пішак · e7 чорний пішак · h7 чорна тура · b6 чорний пішак · d6 чорний король · f6 чорний пішак · g6 білий кінь · b5 біла тура · d5 білий пішак · f5 чорний пішак · f4 чорний пішак · d3 чорний кінь · f3 білий слон · d2 білий слон · b1 білий король · d1 біла тура · f1 чорний слон | d8 білий ферзь · h8 чорний слон · b7 чорна тура · c7 чорний пішак · d7 чорний пішак · e7 чорний пішак · h7 чорна тура · b6 чорний пішак · d6 чорний король · f6 чорний пішак · g6 білий кінь · b5 біла тура · d5 білий пішак · f5 чорний пішак · f4 чорний пішак · d3 чорний кінь · f3 білий слон · d2 білий слон · b1 білий король · d1 біла тура · f1 чорний слон | d8 білий ферзь · h8 чорний слон · b7 чорна тура · c7 чорний пішак · d7 чорний пішак · e7 чорний пішак · h7 чорна тура · b6 чорний пішак · d6 чорний король · f6 чорний пішак · g6 білий кінь · b5 біла тура · d5 білий пішак · f5 чорний пішак · f4 чорний пішак · d3 чорний кінь · f3 білий слон · d2 білий слон · b1 білий король · d1 біла тура · f1 чорний слон | d8 білий ферзь · h8 чорний слон · b7 чорна тура · c7 чорний пішак · d7 чорний пішак · e7 чорний пішак · h7 чорна тура · b6 чорний пішак · d6 чорний король · f6 чорний пішак · g6 білий кінь · b5 біла тура · d5 білий пішак · f5 чорний пішак · f4 чорний пішак · d3 чорний кінь · f3 білий слон · d2 білий слон · b1 білий король · d1 біла тура · f1 чорний слон | 3 |
| 2 | d8 білий ферзь · h8 чорний слон · b7 чорна тура · c7 чорний пішак · d7 чорний пішак · e7 чорний пішак · h7 чорна тура · b6 чорний пішак · d6 чорний король · f6 чорний пішак · g6 білий кінь · b5 біла тура · d5 білий пішак · f5 чорний пішак · f4 чорний пішак · d3 чорний кінь · f3 білий слон · d2 білий слон · b1 білий король · d1 біла тура · f1 чорний слон | d8 білий ферзь · h8 чорний слон · b7 чорна тура · c7 чорний пішак · d7 чорний пішак · e7 чорний пішак · h7 чорна тура · b6 чорний пішак · d6 чорний король · f6 чорний пішак · g6 білий кінь · b5 біла тура · d5 білий пішак · f5 чорний пішак · f4 чорний пішак · d3 чорний кінь · f3 білий слон · d2 білий слон · b1 білий король · d1 біла тура · f1 чорний слон | d8 білий ферзь · h8 чорний слон · b7 чорна тура · c7 чорний пішак · d7 чорний пішак · e7 чорний пішак · h7 чорна тура · b6 чорний пішак · d6 чорний король · f6 чорний пішак · g6 білий кінь · b5 біла тура · d5 білий пішак · f5 чорний пішак · f4 чорний пішак · d3 чорний кінь · f3 білий слон · d2 білий слон · b1 білий король · d1 біла тура · f1 чорний слон | d8 білий ферзь · h8 чорний слон · b7 чорна тура · c7 чорний пішак · d7 чорний пішак · e7 чорний пішак · h7 чорна тура · b6 чорний пішак · d6 чорний король · f6 чорний пішак · g6 білий кінь · b5 біла тура · d5 білий пішак · f5 чорний пішак · f4 чорний пішак · d3 чорний кінь · f3 білий слон · d2 білий слон · b1 білий король · d1 біла тура · f1 чорний слон | d8 білий ферзь · h8 чорний слон · b7 чорна тура · c7 чорний пішак · d7 чорний пішак · e7 чорний пішак · h7 чорна тура · b6 чорний пішак · d6 чорний король · f6 чорний пішак · g6 білий кінь · b5 біла тура · d5 білий пішак · f5 чорний пішак · f4 чорний пішак · d3 чорний кінь · f3 білий слон · d2 білий слон · b1 білий король · d1 біла тура · f1 чорний слон | d8 білий ферзь · h8 чорний слон · b7 чорна тура · c7 чорний пішак · d7 чорний пішак · e7 чорний пішак · h7 чорна тура · b6 чорний пішак · d6 чорний король · f6 чорний пішак · g6 білий кінь · b5 біла тура · d5 білий пішак · f5 чорний пішак · f4 чорний пішак · d3 чорний кінь · f3 білий слон · d2 білий слон · b1 білий король · d1 біла тура · f1 чорний слон | d8 білий ферзь · h8 чорний слон · b7 чорна тура · c7 чорний пішак · d7 чорний пішак · e7 чорний пішак · h7 чорна тура · b6 чорний пішак · d6 чорний король · f6 чорний пішак · g6 білий кінь · b5 біла тура · d5 білий пішак · f5 чорний пішак · f4 чорний пішак · d3 чорний кінь · f3 білий слон · d2 білий слон · b1 білий король · d1 біла тура · f1 чорний слон | d8 білий ферзь · h8 чорний слон · b7 чорна тура · c7 чорний пішак · d7 чорний пішак · e7 чорний пішак · h7 чорна тура · b6 чорний пішак · d6 чорний король · f6 чорний пішак · g6 білий кінь · b5 біла тура · d5 білий пішак · f5 чорний пішак · f4 чорний пішак · d3 чорний кінь · f3 білий слон · d2 білий слон · b1 білий король · d1 біла тура · f1 чорний слон | 2 |
| 1 | d8 білий ферзь · h8 чорний слон · b7 чорна тура · c7 чорний пішак · d7 чорний пішак · e7 чорний пішак · h7 чорна тура · b6 чорний пішак · d6 чорний король · f6 чорний пішак · g6 білий кінь · b5 біла тура · d5 білий пішак · f5 чорний пішак · f4 чорний пішак · d3 чорний кінь · f3 білий слон · d2 білий слон · b1 білий король · d1 біла тура · f1 чорний слон | d8 білий ферзь · h8 чорний слон · b7 чорна тура · c7 чорний пішак · d7 чорний пішак · e7 чорний пішак · h7 чорна тура · b6 чорний пішак · d6 чорний король · f6 чорний пішак · g6 білий кінь · b5 біла тура · d5 білий пішак · f5 чорний пішак · f4 чорний пішак · d3 чорний кінь · f3 білий слон · d2 білий слон · b1 білий король · d1 біла тура · f1 чорний слон | d8 білий ферзь · h8 чорний слон · b7 чорна тура · c7 чорний пішак · d7 чорний пішак · e7 чорний пішак · h7 чорна тура · b6 чорний пішак · d6 чорний король · f6 чорний пішак · g6 білий кінь · b5 біла тура · d5 білий пішак · f5 чорний пішак · f4 чорний пішак · d3 чорний кінь · f3 білий слон · d2 білий слон · b1 білий король · d1 біла тура · f1 чорний слон | d8 білий ферзь · h8 чорний слон · b7 чорна тура · c7 чорний пішак · d7 чорний пішак · e7 чорний пішак · h7 чорна тура · b6 чорний пішак · d6 чорний король · f6 чорний пішак · g6 білий кінь · b5 біла тура · d5 білий пішак · f5 чорний пішак · f4 чорний пішак · d3 чорний кінь · f3 білий слон · d2 білий слон · b1 білий король · d1 біла тура · f1 чорний слон | d8 білий ферзь · h8 чорний слон · b7 чорна тура · c7 чорний пішак · d7 чорний пішак · e7 чорний пішак · h7 чорна тура · b6 чорний пішак · d6 чорний король · f6 чорний пішак · g6 білий кінь · b5 біла тура · d5 білий пішак · f5 чорний пішак · f4 чорний пішак · d3 чорний кінь · f3 білий слон · d2 білий слон · b1 білий король · d1 біла тура · f1 чорний слон | d8 білий ферзь · h8 чорний слон · b7 чорна тура · c7 чорний пішак · d7 чорний пішак · e7 чорний пішак · h7 чорна тура · b6 чорний пішак · d6 чорний король · f6 чорний пішак · g6 білий кінь · b5 біла тура · d5 білий пішак · f5 чорний пішак · f4 чорний пішак · d3 чорний кінь · f3 білий слон · d2 білий слон · b1 білий король · d1 біла тура · f1 чорний слон | d8 білий ферзь · h8 чорний слон · b7 чорна тура · c7 чорний пішак · d7 чорний пішак · e7 чорний пішак · h7 чорна тура · b6 чорний пішак · d6 чорний король · f6 чорний пішак · g6 білий кінь · b5 біла тура · d5 білий пішак · f5 чорний пішак · f4 чорний пішак · d3 чорний кінь · f3 білий слон · d2 білий слон · b1 білий король · d1 біла тура · f1 чорний слон | d8 білий ферзь · h8 чорний слон · b7 чорна тура · c7 чорний пішак · d7 чорний пішак · e7 чорний пішак · h7 чорна тура · b6 чорний пішак · d6 чорний король · f6 чорний пішак · g6 білий кінь · b5 біла тура · d5 білий пішак · f5 чорний пішак · f4 чорний пішак · d3 чорний кінь · f3 білий слон · d2 білий слон · b1 білий король · d1 біла тура · f1 чорний слон | 1 |
|   | a | b | c | d | e | f | g | h |   |

Ілюзорна гра:
1…c5 2.T: b6+ T: b6 3.D: b6#
1…e5 2.Df8+ Te7 3.D: e7#
Розв'язок:
1.Sf8! загроза 2.D: d7+ Ke5 3.Lc3#

1…c5 [a] 2.dc e.p. [A] (~ 3.Lb4# [D]) 2…Sc5 [b] 3.L: f4# [B]

1…Кc5 [b] 2.L: f4+ [B] e5 [c] 3.de e.p.# [C]

1…e5 [c] 2.de e.p. [C] (~ 3.L: f4# [B]) 2…Se5 [d] 3.Lb4# [D] (2…Th4 3.T: d7#)

1…Кe5 [d] 2.Lb4+ [D] c5 [a] 3.dc e.p.# [A]
Цикл ходів чорних (ab-bc-cd-da) і білих (AB-BC-CD-DA) фігур.

(1…Kpe5 2.Lc3+ Kpd6 3.Ф: d7#)
1 місце Ком. Першість України  1986
(Альбом ФІДЕ 1986—1988)
|   | a | b | c | d | e | f | g | h |   |
| 8 | e8 чорний слон · b7 білий слон · c7 чорний пішак · e7 чорний кінь · a6 чорна тура · h6 білий слон · d5 білий пішак · g5 біла тура · c4 чорний пішак · e4 білий пішак · g4 біла тура · h4 чорний пішак · b3 білий кінь · f3 чорний король · h3 білий пішак · d2 чорний пішак · c1 чорний слон · d1 білий король · h1 білий кінь | e8 чорний слон · b7 білий слон · c7 чорний пішак · e7 чорний кінь · a6 чорна тура · h6 білий слон · d5 білий пішак · g5 біла тура · c4 чорний пішак · e4 білий пішак · g4 біла тура · h4 чорний пішак · b3 білий кінь · f3 чорний король · h3 білий пішак · d2 чорний пішак · c1 чорний слон · d1 білий король · h1 білий кінь | e8 чорний слон · b7 білий слон · c7 чорний пішак · e7 чорний кінь · a6 чорна тура · h6 білий слон · d5 білий пішак · g5 біла тура · c4 чорний пішак · e4 білий пішак · g4 біла тура · h4 чорний пішак · b3 білий кінь · f3 чорний король · h3 білий пішак · d2 чорний пішак · c1 чорний слон · d1 білий король · h1 білий кінь | e8 чорний слон · b7 білий слон · c7 чорний пішак · e7 чорний кінь · a6 чорна тура · h6 білий слон · d5 білий пішак · g5 біла тура · c4 чорний пішак · e4 білий пішак · g4 біла тура · h4 чорний пішак · b3 білий кінь · f3 чорний король · h3 білий пішак · d2 чорний пішак · c1 чорний слон · d1 білий король · h1 білий кінь | e8 чорний слон · b7 білий слон · c7 чорний пішак · e7 чорний кінь · a6 чорна тура · h6 білий слон · d5 білий пішак · g5 біла тура · c4 чорний пішак · e4 білий пішак · g4 біла тура · h4 чорний пішак · b3 білий кінь · f3 чорний король · h3 білий пішак · d2 чорний пішак · c1 чорний слон · d1 білий король · h1 білий кінь | e8 чорний слон · b7 білий слон · c7 чорний пішак · e7 чорний кінь · a6 чорна тура · h6 білий слон · d5 білий пішак · g5 біла тура · c4 чорний пішак · e4 білий пішак · g4 біла тура · h4 чорний пішак · b3 білий кінь · f3 чорний король · h3 білий пішак · d2 чорний пішак · c1 чорний слон · d1 білий король · h1 білий кінь | e8 чорний слон · b7 білий слон · c7 чорний пішак · e7 чорний кінь · a6 чорна тура · h6 білий слон · d5 білий пішак · g5 біла тура · c4 чорний пішак · e4 білий пішак · g4 біла тура · h4 чорний пішак · b3 білий кінь · f3 чорний король · h3 білий пішак · d2 чорний пішак · c1 чорний слон · d1 білий король · h1 білий кінь | e8 чорний слон · b7 білий слон · c7 чорний пішак · e7 чорний кінь · a6 чорна тура · h6 білий слон · d5 білий пішак · g5 біла тура · c4 чорний пішак · e4 білий пішак · g4 біла тура · h4 чорний пішак · b3 білий кінь · f3 чорний король · h3 білий пішак · d2 чорний пішак · c1 чорний слон · d1 білий король · h1 білий кінь | 8 |
| 7 | e8 чорний слон · b7 білий слон · c7 чорний пішак · e7 чорний кінь · a6 чорна тура · h6 білий слон · d5 білий пішак · g5 біла тура · c4 чорний пішак · e4 білий пішак · g4 біла тура · h4 чорний пішак · b3 білий кінь · f3 чорний король · h3 білий пішак · d2 чорний пішак · c1 чорний слон · d1 білий король · h1 білий кінь | e8 чорний слон · b7 білий слон · c7 чорний пішак · e7 чорний кінь · a6 чорна тура · h6 білий слон · d5 білий пішак · g5 біла тура · c4 чорний пішак · e4 білий пішак · g4 біла тура · h4 чорний пішак · b3 білий кінь · f3 чорний король · h3 білий пішак · d2 чорний пішак · c1 чорний слон · d1 білий король · h1 білий кінь | e8 чорний слон · b7 білий слон · c7 чорний пішак · e7 чорний кінь · a6 чорна тура · h6 білий слон · d5 білий пішак · g5 біла тура · c4 чорний пішак · e4 білий пішак · g4 біла тура · h4 чорний пішак · b3 білий кінь · f3 чорний король · h3 білий пішак · d2 чорний пішак · c1 чорний слон · d1 білий король · h1 білий кінь | e8 чорний слон · b7 білий слон · c7 чорний пішак · e7 чорний кінь · a6 чорна тура · h6 білий слон · d5 білий пішак · g5 біла тура · c4 чорний пішак · e4 білий пішак · g4 біла тура · h4 чорний пішак · b3 білий кінь · f3 чорний король · h3 білий пішак · d2 чорний пішак · c1 чорний слон · d1 білий король · h1 білий кінь | e8 чорний слон · b7 білий слон · c7 чорний пішак · e7 чорний кінь · a6 чорна тура · h6 білий слон · d5 білий пішак · g5 біла тура · c4 чорний пішак · e4 білий пішак · g4 біла тура · h4 чорний пішак · b3 білий кінь · f3 чорний король · h3 білий пішак · d2 чорний пішак · c1 чорний слон · d1 білий король · h1 білий кінь | e8 чорний слон · b7 білий слон · c7 чорний пішак · e7 чорний кінь · a6 чорна тура · h6 білий слон · d5 білий пішак · g5 біла тура · c4 чорний пішак · e4 білий пішак · g4 біла тура · h4 чорний пішак · b3 білий кінь · f3 чорний король · h3 білий пішак · d2 чорний пішак · c1 чорний слон · d1 білий король · h1 білий кінь | e8 чорний слон · b7 білий слон · c7 чорний пішак · e7 чорний кінь · a6 чорна тура · h6 білий слон · d5 білий пішак · g5 біла тура · c4 чорний пішак · e4 білий пішак · g4 біла тура · h4 чорний пішак · b3 білий кінь · f3 чорний король · h3 білий пішак · d2 чорний пішак · c1 чорний слон · d1 білий король · h1 білий кінь | e8 чорний слон · b7 білий слон · c7 чорний пішак · e7 чорний кінь · a6 чорна тура · h6 білий слон · d5 білий пішак · g5 біла тура · c4 чорний пішак · e4 білий пішак · g4 біла тура · h4 чорний пішак · b3 білий кінь · f3 чорний король · h3 білий пішак · d2 чорний пішак · c1 чорний слон · d1 білий король · h1 білий кінь | 7 |
| 6 | e8 чорний слон · b7 білий слон · c7 чорний пішак · e7 чорний кінь · a6 чорна тура · h6 білий слон · d5 білий пішак · g5 біла тура · c4 чорний пішак · e4 білий пішак · g4 біла тура · h4 чорний пішак · b3 білий кінь · f3 чорний король · h3 білий пішак · d2 чорний пішак · c1 чорний слон · d1 білий король · h1 білий кінь | e8 чорний слон · b7 білий слон · c7 чорний пішак · e7 чорний кінь · a6 чорна тура · h6 білий слон · d5 білий пішак · g5 біла тура · c4 чорний пішак · e4 білий пішак · g4 біла тура · h4 чорний пішак · b3 білий кінь · f3 чорний король · h3 білий пішак · d2 чорний пішак · c1 чорний слон · d1 білий король · h1 білий кінь | e8 чорний слон · b7 білий слон · c7 чорний пішак · e7 чорний кінь · a6 чорна тура · h6 білий слон · d5 білий пішак · g5 біла тура · c4 чорний пішак · e4 білий пішак · g4 біла тура · h4 чорний пішак · b3 білий кінь · f3 чорний король · h3 білий пішак · d2 чорний пішак · c1 чорний слон · d1 білий король · h1 білий кінь | e8 чорний слон · b7 білий слон · c7 чорний пішак · e7 чорний кінь · a6 чорна тура · h6 білий слон · d5 білий пішак · g5 біла тура · c4 чорний пішак · e4 білий пішак · g4 біла тура · h4 чорний пішак · b3 білий кінь · f3 чорний король · h3 білий пішак · d2 чорний пішак · c1 чорний слон · d1 білий король · h1 білий кінь | e8 чорний слон · b7 білий слон · c7 чорний пішак · e7 чорний кінь · a6 чорна тура · h6 білий слон · d5 білий пішак · g5 біла тура · c4 чорний пішак · e4 білий пішак · g4 біла тура · h4 чорний пішак · b3 білий кінь · f3 чорний король · h3 білий пішак · d2 чорний пішак · c1 чорний слон · d1 білий король · h1 білий кінь | e8 чорний слон · b7 білий слон · c7 чорний пішак · e7 чорний кінь · a6 чорна тура · h6 білий слон · d5 білий пішак · g5 біла тура · c4 чорний пішак · e4 білий пішак · g4 біла тура · h4 чорний пішак · b3 білий кінь · f3 чорний король · h3 білий пішак · d2 чорний пішак · c1 чорний слон · d1 білий король · h1 білий кінь | e8 чорний слон · b7 білий слон · c7 чорний пішак · e7 чорний кінь · a6 чорна тура · h6 білий слон · d5 білий пішак · g5 біла тура · c4 чорний пішак · e4 білий пішак · g4 біла тура · h4 чорний пішак · b3 білий кінь · f3 чорний король · h3 білий пішак · d2 чорний пішак · c1 чорний слон · d1 білий король · h1 білий кінь | e8 чорний слон · b7 білий слон · c7 чорний пішак · e7 чорний кінь · a6 чорна тура · h6 білий слон · d5 білий пішак · g5 біла тура · c4 чорний пішак · e4 білий пішак · g4 біла тура · h4 чорний пішак · b3 білий кінь · f3 чорний король · h3 білий пішак · d2 чорний пішак · c1 чорний слон · d1 білий король · h1 білий кінь | 6 |
| 5 | e8 чорний слон · b7 білий слон · c7 чорний пішак · e7 чорний кінь · a6 чорна тура · h6 білий слон · d5 білий пішак · g5 біла тура · c4 чорний пішак · e4 білий пішак · g4 біла тура · h4 чорний пішак · b3 білий кінь · f3 чорний король · h3 білий пішак · d2 чорний пішак · c1 чорний слон · d1 білий король · h1 білий кінь | e8 чорний слон · b7 білий слон · c7 чорний пішак · e7 чорний кінь · a6 чорна тура · h6 білий слон · d5 білий пішак · g5 біла тура · c4 чорний пішак · e4 білий пішак · g4 біла тура · h4 чорний пішак · b3 білий кінь · f3 чорний король · h3 білий пішак · d2 чорний пішак · c1 чорний слон · d1 білий король · h1 білий кінь | e8 чорний слон · b7 білий слон · c7 чорний пішак · e7 чорний кінь · a6 чорна тура · h6 білий слон · d5 білий пішак · g5 біла тура · c4 чорний пішак · e4 білий пішак · g4 біла тура · h4 чорний пішак · b3 білий кінь · f3 чорний король · h3 білий пішак · d2 чорний пішак · c1 чорний слон · d1 білий король · h1 білий кінь | e8 чорний слон · b7 білий слон · c7 чорний пішак · e7 чорний кінь · a6 чорна тура · h6 білий слон · d5 білий пішак · g5 біла тура · c4 чорний пішак · e4 білий пішак · g4 біла тура · h4 чорний пішак · b3 білий кінь · f3 чорний король · h3 білий пішак · d2 чорний пішак · c1 чорний слон · d1 білий король · h1 білий кінь | e8 чорний слон · b7 білий слон · c7 чорний пішак · e7 чорний кінь · a6 чорна тура · h6 білий слон · d5 білий пішак · g5 біла тура · c4 чорний пішак · e4 білий пішак · g4 біла тура · h4 чорний пішак · b3 білий кінь · f3 чорний король · h3 білий пішак · d2 чорний пішак · c1 чорний слон · d1 білий король · h1 білий кінь | e8 чорний слон · b7 білий слон · c7 чорний пішак · e7 чорний кінь · a6 чорна тура · h6 білий слон · d5 білий пішак · g5 біла тура · c4 чорний пішак · e4 білий пішак · g4 біла тура · h4 чорний пішак · b3 білий кінь · f3 чорний король · h3 білий пішак · d2 чорний пішак · c1 чорний слон · d1 білий король · h1 білий кінь | e8 чорний слон · b7 білий слон · c7 чорний пішак · e7 чорний кінь · a6 чорна тура · h6 білий слон · d5 білий пішак · g5 біла тура · c4 чорний пішак · e4 білий пішак · g4 біла тура · h4 чорний пішак · b3 білий кінь · f3 чорний король · h3 білий пішак · d2 чорний пішак · c1 чорний слон · d1 білий король · h1 білий кінь | e8 чорний слон · b7 білий слон · c7 чорний пішак · e7 чорний кінь · a6 чорна тура · h6 білий слон · d5 білий пішак · g5 біла тура · c4 чорний пішак · e4 білий пішак · g4 біла тура · h4 чорний пішак · b3 білий кінь · f3 чорний король · h3 білий пішак · d2 чорний пішак · c1 чорний слон · d1 білий король · h1 білий кінь | 5 |
| 4 | e8 чорний слон · b7 білий слон · c7 чорний пішак · e7 чорний кінь · a6 чорна тура · h6 білий слон · d5 білий пішак · g5 біла тура · c4 чорний пішак · e4 білий пішак · g4 біла тура · h4 чорний пішак · b3 білий кінь · f3 чорний король · h3 білий пішак · d2 чорний пішак · c1 чорний слон · d1 білий король · h1 білий кінь | e8 чорний слон · b7 білий слон · c7 чорний пішак · e7 чорний кінь · a6 чорна тура · h6 білий слон · d5 білий пішак · g5 біла тура · c4 чорний пішак · e4 білий пішак · g4 біла тура · h4 чорний пішак · b3 білий кінь · f3 чорний король · h3 білий пішак · d2 чорний пішак · c1 чорний слон · d1 білий король · h1 білий кінь | e8 чорний слон · b7 білий слон · c7 чорний пішак · e7 чорний кінь · a6 чорна тура · h6 білий слон · d5 білий пішак · g5 біла тура · c4 чорний пішак · e4 білий пішак · g4 біла тура · h4 чорний пішак · b3 білий кінь · f3 чорний король · h3 білий пішак · d2 чорний пішак · c1 чорний слон · d1 білий король · h1 білий кінь | e8 чорний слон · b7 білий слон · c7 чорний пішак · e7 чорний кінь · a6 чорна тура · h6 білий слон · d5 білий пішак · g5 біла тура · c4 чорний пішак · e4 білий пішак · g4 біла тура · h4 чорний пішак · b3 білий кінь · f3 чорний король · h3 білий пішак · d2 чорний пішак · c1 чорний слон · d1 білий король · h1 білий кінь | e8 чорний слон · b7 білий слон · c7 чорний пішак · e7 чорний кінь · a6 чорна тура · h6 білий слон · d5 білий пішак · g5 біла тура · c4 чорний пішак · e4 білий пішак · g4 біла тура · h4 чорний пішак · b3 білий кінь · f3 чорний король · h3 білий пішак · d2 чорний пішак · c1 чорний слон · d1 білий король · h1 білий кінь | e8 чорний слон · b7 білий слон · c7 чорний пішак · e7 чорний кінь · a6 чорна тура · h6 білий слон · d5 білий пішак · g5 біла тура · c4 чорний пішак · e4 білий пішак · g4 біла тура · h4 чорний пішак · b3 білий кінь · f3 чорний король · h3 білий пішак · d2 чорний пішак · c1 чорний слон · d1 білий король · h1 білий кінь | e8 чорний слон · b7 білий слон · c7 чорний пішак · e7 чорний кінь · a6 чорна тура · h6 білий слон · d5 білий пішак · g5 біла тура · c4 чорний пішак · e4 білий пішак · g4 біла тура · h4 чорний пішак · b3 білий кінь · f3 чорний король · h3 білий пішак · d2 чорний пішак · c1 чорний слон · d1 білий король · h1 білий кінь | e8 чорний слон · b7 білий слон · c7 чорний пішак · e7 чорний кінь · a6 чорна тура · h6 білий слон · d5 білий пішак · g5 біла тура · c4 чорний пішак · e4 білий пішак · g4 біла тура · h4 чорний пішак · b3 білий кінь · f3 чорний король · h3 білий пішак · d2 чорний пішак · c1 чорний слон · d1 білий король · h1 білий кінь | 4 |
| 3 | e8 чорний слон · b7 білий слон · c7 чорний пішак · e7 чорний кінь · a6 чорна тура · h6 білий слон · d5 білий пішак · g5 біла тура · c4 чорний пішак · e4 білий пішак · g4 біла тура · h4 чорний пішак · b3 білий кінь · f3 чорний король · h3 білий пішак · d2 чорний пішак · c1 чорний слон · d1 білий король · h1 білий кінь | e8 чорний слон · b7 білий слон · c7 чорний пішак · e7 чорний кінь · a6 чорна тура · h6 білий слон · d5 білий пішак · g5 біла тура · c4 чорний пішак · e4 білий пішак · g4 біла тура · h4 чорний пішак · b3 білий кінь · f3 чорний король · h3 білий пішак · d2 чорний пішак · c1 чорний слон · d1 білий король · h1 білий кінь | e8 чорний слон · b7 білий слон · c7 чорний пішак · e7 чорний кінь · a6 чорна тура · h6 білий слон · d5 білий пішак · g5 біла тура · c4 чорний пішак · e4 білий пішак · g4 біла тура · h4 чорний пішак · b3 білий кінь · f3 чорний король · h3 білий пішак · d2 чорний пішак · c1 чорний слон · d1 білий король · h1 білий кінь | e8 чорний слон · b7 білий слон · c7 чорний пішак · e7 чорний кінь · a6 чорна тура · h6 білий слон · d5 білий пішак · g5 біла тура · c4 чорний пішак · e4 білий пішак · g4 біла тура · h4 чорний пішак · b3 білий кінь · f3 чорний король · h3 білий пішак · d2 чорний пішак · c1 чорний слон · d1 білий король · h1 білий кінь | e8 чорний слон · b7 білий слон · c7 чорний пішак · e7 чорний кінь · a6 чорна тура · h6 білий слон · d5 білий пішак · g5 біла тура · c4 чорний пішак · e4 білий пішак · g4 біла тура · h4 чорний пішак · b3 білий кінь · f3 чорний король · h3 білий пішак · d2 чорний пішак · c1 чорний слон · d1 білий король · h1 білий кінь | e8 чорний слон · b7 білий слон · c7 чорний пішак · e7 чорний кінь · a6 чорна тура · h6 білий слон · d5 білий пішак · g5 біла тура · c4 чорний пішак · e4 білий пішак · g4 біла тура · h4 чорний пішак · b3 білий кінь · f3 чорний король · h3 білий пішак · d2 чорний пішак · c1 чорний слон · d1 білий король · h1 білий кінь | e8 чорний слон · b7 білий слон · c7 чорний пішак · e7 чорний кінь · a6 чорна тура · h6 білий слон · d5 білий пішак · g5 біла тура · c4 чорний пішак · e4 білий пішак · g4 біла тура · h4 чорний пішак · b3 білий кінь · f3 чорний король · h3 білий пішак · d2 чорний пішак · c1 чорний слон · d1 білий король · h1 білий кінь | e8 чорний слон · b7 білий слон · c7 чорний пішак · e7 чорний кінь · a6 чорна тура · h6 білий слон · d5 білий пішак · g5 біла тура · c4 чорний пішак · e4 білий пішак · g4 біла тура · h4 чорний пішак · b3 білий кінь · f3 чорний король · h3 білий пішак · d2 чорний пішак · c1 чорний слон · d1 білий король · h1 білий кінь | 3 |
| 2 | e8 чорний слон · b7 білий слон · c7 чорний пішак · e7 чорний кінь · a6 чорна тура · h6 білий слон · d5 білий пішак · g5 біла тура · c4 чорний пішак · e4 білий пішак · g4 біла тура · h4 чорний пішак · b3 білий кінь · f3 чорний король · h3 білий пішак · d2 чорний пішак · c1 чорний слон · d1 білий король · h1 білий кінь | e8 чорний слон · b7 білий слон · c7 чорний пішак · e7 чорний кінь · a6 чорна тура · h6 білий слон · d5 білий пішак · g5 біла тура · c4 чорний пішак · e4 білий пішак · g4 біла тура · h4 чорний пішак · b3 білий кінь · f3 чорний король · h3 білий пішак · d2 чорний пішак · c1 чорний слон · d1 білий король · h1 білий кінь | e8 чорний слон · b7 білий слон · c7 чорний пішак · e7 чорний кінь · a6 чорна тура · h6 білий слон · d5 білий пішак · g5 біла тура · c4 чорний пішак · e4 білий пішак · g4 біла тура · h4 чорний пішак · b3 білий кінь · f3 чорний король · h3 білий пішак · d2 чорний пішак · c1 чорний слон · d1 білий король · h1 білий кінь | e8 чорний слон · b7 білий слон · c7 чорний пішак · e7 чорний кінь · a6 чорна тура · h6 білий слон · d5 білий пішак · g5 біла тура · c4 чорний пішак · e4 білий пішак · g4 біла тура · h4 чорний пішак · b3 білий кінь · f3 чорний король · h3 білий пішак · d2 чорний пішак · c1 чорний слон · d1 білий король · h1 білий кінь | e8 чорний слон · b7 білий слон · c7 чорний пішак · e7 чорний кінь · a6 чорна тура · h6 білий слон · d5 білий пішак · g5 біла тура · c4 чорний пішак · e4 білий пішак · g4 біла тура · h4 чорний пішак · b3 білий кінь · f3 чорний король · h3 білий пішак · d2 чорний пішак · c1 чорний слон · d1 білий король · h1 білий кінь | e8 чорний слон · b7 білий слон · c7 чорний пішак · e7 чорний кінь · a6 чорна тура · h6 білий слон · d5 білий пішак · g5 біла тура · c4 чорний пішак · e4 білий пішак · g4 біла тура · h4 чорний пішак · b3 білий кінь · f3 чорний король · h3 білий пішак · d2 чорний пішак · c1 чорний слон · d1 білий король · h1 білий кінь | e8 чорний слон · b7 білий слон · c7 чорний пішак · e7 чорний кінь · a6 чорна тура · h6 білий слон · d5 білий пішак · g5 біла тура · c4 чорний пішак · e4 білий пішак · g4 біла тура · h4 чорний пішак · b3 білий кінь · f3 чорний король · h3 білий пішак · d2 чорний пішак · c1 чорний слон · d1 білий король · h1 білий кінь | e8 чорний слон · b7 білий слон · c7 чорний пішак · e7 чорний кінь · a6 чорна тура · h6 білий слон · d5 білий пішак · g5 біла тура · c4 чорний пішак · e4 білий пішак · g4 біла тура · h4 чорний пішак · b3 білий кінь · f3 чорний король · h3 білий пішак · d2 чорний пішак · c1 чорний слон · d1 білий король · h1 білий кінь | 2 |
| 1 | e8 чорний слон · b7 білий слон · c7 чорний пішак · e7 чорний кінь · a6 чорна тура · h6 білий слон · d5 білий пішак · g5 біла тура · c4 чорний пішак · e4 білий пішак · g4 біла тура · h4 чорний пішак · b3 білий кінь · f3 чорний король · h3 білий пішак · d2 чорний пішак · c1 чорний слон · d1 білий король · h1 білий кінь | e8 чорний слон · b7 білий слон · c7 чорний пішак · e7 чорний кінь · a6 чорна тура · h6 білий слон · d5 білий пішак · g5 біла тура · c4 чорний пішак · e4 білий пішак · g4 біла тура · h4 чорний пішак · b3 білий кінь · f3 чорний король · h3 білий пішак · d2 чорний пішак · c1 чорний слон · d1 білий король · h1 білий кінь | e8 чорний слон · b7 білий слон · c7 чорний пішак · e7 чорний кінь · a6 чорна тура · h6 білий слон · d5 білий пішак · g5 біла тура · c4 чорний пішак · e4 білий пішак · g4 біла тура · h4 чорний пішак · b3 білий кінь · f3 чорний король · h3 білий пішак · d2 чорний пішак · c1 чорний слон · d1 білий король · h1 білий кінь | e8 чорний слон · b7 білий слон · c7 чорний пішак · e7 чорний кінь · a6 чорна тура · h6 білий слон · d5 білий пішак · g5 біла тура · c4 чорний пішак · e4 білий пішак · g4 біла тура · h4 чорний пішак · b3 білий кінь · f3 чорний король · h3 білий пішак · d2 чорний пішак · c1 чорний слон · d1 білий король · h1 білий кінь | e8 чорний слон · b7 білий слон · c7 чорний пішак · e7 чорний кінь · a6 чорна тура · h6 білий слон · d5 білий пішак · g5 біла тура · c4 чорний пішак · e4 білий пішак · g4 біла тура · h4 чорний пішак · b3 білий кінь · f3 чорний король · h3 білий пішак · d2 чорний пішак · c1 чорний слон · d1 білий король · h1 білий кінь | e8 чорний слон · b7 білий слон · c7 чорний пішак · e7 чорний кінь · a6 чорна тура · h6 білий слон · d5 білий пішак · g5 біла тура · c4 чорний пішак · e4 білий пішак · g4 біла тура · h4 чорний пішак · b3 білий кінь · f3 чорний король · h3 білий пішак · d2 чорний пішак · c1 чорний слон · d1 білий король · h1 білий кінь | e8 чорний слон · b7 білий слон · c7 чорний пішак · e7 чорний кінь · a6 чорна тура · h6 білий слон · d5 білий пішак · g5 біла тура · c4 чорний пішак · e4 білий пішак · g4 біла тура · h4 чорний пішак · b3 білий кінь · f3 чорний король · h3 білий пішак · d2 чорний пішак · c1 чорний слон · d1 білий король · h1 білий кінь | e8 чорний слон · b7 білий слон · c7 чорний пішак · e7 чорний кінь · a6 чорна тура · h6 білий слон · d5 білий пішак · g5 біла тура · c4 чорний пішак · e4 білий пішак · g4 біла тура · h4 чорний пішак · b3 білий кінь · f3 чорний король · h3 білий пішак · d2 чорний пішак · c1 чорний слон · d1 білий король · h1 білий кінь | 1 |
|   | a | b | c | d | e | f | g | h |   |

1.d6! ~ 2.Tg3+ hg3 3.T: g3#
1… Tc6 2.Td5! cb3 3.Td3#
1… c6 2.Tc5! cb3 3.Tc3#
1… Lc6 2.Tb5! cb3 3.T: b3#

Майстерно і елегантно втілена тема командної першості — взаємне перекриття чорних фігур на одному полі.
На захисти чорних білі відповідають грою тури на суміжні поля по 5-й горизонталі.
1-й приз, Ленінська молодь 1984/85
(Альбом ФІДЕ 1983—1985)
|   | a | b | c | d | e | f | g | h |   |
| 8 | d8 білий слон · d7 чорний слон · e7 біла тура · g7 білий король · d6 білий кінь · f6 білий ферзь · g6 білий пішак · h6 чорний пішак · c5 чорний пішак · d5 білий кінь · f5 білий пішак · h5 чорний король · c4 чорна тура · c3 чорна тура · f3 білий пішак · b2 чорний кінь · d2 чорний слон · g2 білий слон · h2 білий пішак | d8 білий слон · d7 чорний слон · e7 біла тура · g7 білий король · d6 білий кінь · f6 білий ферзь · g6 білий пішак · h6 чорний пішак · c5 чорний пішак · d5 білий кінь · f5 білий пішак · h5 чорний король · c4 чорна тура · c3 чорна тура · f3 білий пішак · b2 чорний кінь · d2 чорний слон · g2 білий слон · h2 білий пішак | d8 білий слон · d7 чорний слон · e7 біла тура · g7 білий король · d6 білий кінь · f6 білий ферзь · g6 білий пішак · h6 чорний пішак · c5 чорний пішак · d5 білий кінь · f5 білий пішак · h5 чорний король · c4 чорна тура · c3 чорна тура · f3 білий пішак · b2 чорний кінь · d2 чорний слон · g2 білий слон · h2 білий пішак | d8 білий слон · d7 чорний слон · e7 біла тура · g7 білий король · d6 білий кінь · f6 білий ферзь · g6 білий пішак · h6 чорний пішак · c5 чорний пішак · d5 білий кінь · f5 білий пішак · h5 чорний король · c4 чорна тура · c3 чорна тура · f3 білий пішак · b2 чорний кінь · d2 чорний слон · g2 білий слон · h2 білий пішак | d8 білий слон · d7 чорний слон · e7 біла тура · g7 білий король · d6 білий кінь · f6 білий ферзь · g6 білий пішак · h6 чорний пішак · c5 чорний пішак · d5 білий кінь · f5 білий пішак · h5 чорний король · c4 чорна тура · c3 чорна тура · f3 білий пішак · b2 чорний кінь · d2 чорний слон · g2 білий слон · h2 білий пішак | d8 білий слон · d7 чорний слон · e7 біла тура · g7 білий король · d6 білий кінь · f6 білий ферзь · g6 білий пішак · h6 чорний пішак · c5 чорний пішак · d5 білий кінь · f5 білий пішак · h5 чорний король · c4 чорна тура · c3 чорна тура · f3 білий пішак · b2 чорний кінь · d2 чорний слон · g2 білий слон · h2 білий пішак | d8 білий слон · d7 чорний слон · e7 біла тура · g7 білий король · d6 білий кінь · f6 білий ферзь · g6 білий пішак · h6 чорний пішак · c5 чорний пішак · d5 білий кінь · f5 білий пішак · h5 чорний король · c4 чорна тура · c3 чорна тура · f3 білий пішак · b2 чорний кінь · d2 чорний слон · g2 білий слон · h2 білий пішак | d8 білий слон · d7 чорний слон · e7 біла тура · g7 білий король · d6 білий кінь · f6 білий ферзь · g6 білий пішак · h6 чорний пішак · c5 чорний пішак · d5 білий кінь · f5 білий пішак · h5 чорний король · c4 чорна тура · c3 чорна тура · f3 білий пішак · b2 чорний кінь · d2 чорний слон · g2 білий слон · h2 білий пішак | 8 |
| 7 | d8 білий слон · d7 чорний слон · e7 біла тура · g7 білий король · d6 білий кінь · f6 білий ферзь · g6 білий пішак · h6 чорний пішак · c5 чорний пішак · d5 білий кінь · f5 білий пішак · h5 чорний король · c4 чорна тура · c3 чорна тура · f3 білий пішак · b2 чорний кінь · d2 чорний слон · g2 білий слон · h2 білий пішак | d8 білий слон · d7 чорний слон · e7 біла тура · g7 білий король · d6 білий кінь · f6 білий ферзь · g6 білий пішак · h6 чорний пішак · c5 чорний пішак · d5 білий кінь · f5 білий пішак · h5 чорний король · c4 чорна тура · c3 чорна тура · f3 білий пішак · b2 чорний кінь · d2 чорний слон · g2 білий слон · h2 білий пішак | d8 білий слон · d7 чорний слон · e7 біла тура · g7 білий король · d6 білий кінь · f6 білий ферзь · g6 білий пішак · h6 чорний пішак · c5 чорний пішак · d5 білий кінь · f5 білий пішак · h5 чорний король · c4 чорна тура · c3 чорна тура · f3 білий пішак · b2 чорний кінь · d2 чорний слон · g2 білий слон · h2 білий пішак | d8 білий слон · d7 чорний слон · e7 біла тура · g7 білий король · d6 білий кінь · f6 білий ферзь · g6 білий пішак · h6 чорний пішак · c5 чорний пішак · d5 білий кінь · f5 білий пішак · h5 чорний король · c4 чорна тура · c3 чорна тура · f3 білий пішак · b2 чорний кінь · d2 чорний слон · g2 білий слон · h2 білий пішак | d8 білий слон · d7 чорний слон · e7 біла тура · g7 білий король · d6 білий кінь · f6 білий ферзь · g6 білий пішак · h6 чорний пішак · c5 чорний пішак · d5 білий кінь · f5 білий пішак · h5 чорний король · c4 чорна тура · c3 чорна тура · f3 білий пішак · b2 чорний кінь · d2 чорний слон · g2 білий слон · h2 білий пішак | d8 білий слон · d7 чорний слон · e7 біла тура · g7 білий король · d6 білий кінь · f6 білий ферзь · g6 білий пішак · h6 чорний пішак · c5 чорний пішак · d5 білий кінь · f5 білий пішак · h5 чорний король · c4 чорна тура · c3 чорна тура · f3 білий пішак · b2 чорний кінь · d2 чорний слон · g2 білий слон · h2 білий пішак | d8 білий слон · d7 чорний слон · e7 біла тура · g7 білий король · d6 білий кінь · f6 білий ферзь · g6 білий пішак · h6 чорний пішак · c5 чорний пішак · d5 білий кінь · f5 білий пішак · h5 чорний король · c4 чорна тура · c3 чорна тура · f3 білий пішак · b2 чорний кінь · d2 чорний слон · g2 білий слон · h2 білий пішак | d8 білий слон · d7 чорний слон · e7 біла тура · g7 білий король · d6 білий кінь · f6 білий ферзь · g6 білий пішак · h6 чорний пішак · c5 чорний пішак · d5 білий кінь · f5 білий пішак · h5 чорний король · c4 чорна тура · c3 чорна тура · f3 білий пішак · b2 чорний кінь · d2 чорний слон · g2 білий слон · h2 білий пішак | 7 |
| 6 | d8 білий слон · d7 чорний слон · e7 біла тура · g7 білий король · d6 білий кінь · f6 білий ферзь · g6 білий пішак · h6 чорний пішак · c5 чорний пішак · d5 білий кінь · f5 білий пішак · h5 чорний король · c4 чорна тура · c3 чорна тура · f3 білий пішак · b2 чорний кінь · d2 чорний слон · g2 білий слон · h2 білий пішак | d8 білий слон · d7 чорний слон · e7 біла тура · g7 білий король · d6 білий кінь · f6 білий ферзь · g6 білий пішак · h6 чорний пішак · c5 чорний пішак · d5 білий кінь · f5 білий пішак · h5 чорний король · c4 чорна тура · c3 чорна тура · f3 білий пішак · b2 чорний кінь · d2 чорний слон · g2 білий слон · h2 білий пішак | d8 білий слон · d7 чорний слон · e7 біла тура · g7 білий король · d6 білий кінь · f6 білий ферзь · g6 білий пішак · h6 чорний пішак · c5 чорний пішак · d5 білий кінь · f5 білий пішак · h5 чорний король · c4 чорна тура · c3 чорна тура · f3 білий пішак · b2 чорний кінь · d2 чорний слон · g2 білий слон · h2 білий пішак | d8 білий слон · d7 чорний слон · e7 біла тура · g7 білий король · d6 білий кінь · f6 білий ферзь · g6 білий пішак · h6 чорний пішак · c5 чорний пішак · d5 білий кінь · f5 білий пішак · h5 чорний король · c4 чорна тура · c3 чорна тура · f3 білий пішак · b2 чорний кінь · d2 чорний слон · g2 білий слон · h2 білий пішак | d8 білий слон · d7 чорний слон · e7 біла тура · g7 білий король · d6 білий кінь · f6 білий ферзь · g6 білий пішак · h6 чорний пішак · c5 чорний пішак · d5 білий кінь · f5 білий пішак · h5 чорний король · c4 чорна тура · c3 чорна тура · f3 білий пішак · b2 чорний кінь · d2 чорний слон · g2 білий слон · h2 білий пішак | d8 білий слон · d7 чорний слон · e7 біла тура · g7 білий король · d6 білий кінь · f6 білий ферзь · g6 білий пішак · h6 чорний пішак · c5 чорний пішак · d5 білий кінь · f5 білий пішак · h5 чорний король · c4 чорна тура · c3 чорна тура · f3 білий пішак · b2 чорний кінь · d2 чорний слон · g2 білий слон · h2 білий пішак | d8 білий слон · d7 чорний слон · e7 біла тура · g7 білий король · d6 білий кінь · f6 білий ферзь · g6 білий пішак · h6 чорний пішак · c5 чорний пішак · d5 білий кінь · f5 білий пішак · h5 чорний король · c4 чорна тура · c3 чорна тура · f3 білий пішак · b2 чорний кінь · d2 чорний слон · g2 білий слон · h2 білий пішак | d8 білий слон · d7 чорний слон · e7 біла тура · g7 білий король · d6 білий кінь · f6 білий ферзь · g6 білий пішак · h6 чорний пішак · c5 чорний пішак · d5 білий кінь · f5 білий пішак · h5 чорний король · c4 чорна тура · c3 чорна тура · f3 білий пішак · b2 чорний кінь · d2 чорний слон · g2 білий слон · h2 білий пішак | 6 |
| 5 | d8 білий слон · d7 чорний слон · e7 біла тура · g7 білий король · d6 білий кінь · f6 білий ферзь · g6 білий пішак · h6 чорний пішак · c5 чорний пішак · d5 білий кінь · f5 білий пішак · h5 чорний король · c4 чорна тура · c3 чорна тура · f3 білий пішак · b2 чорний кінь · d2 чорний слон · g2 білий слон · h2 білий пішак | d8 білий слон · d7 чорний слон · e7 біла тура · g7 білий король · d6 білий кінь · f6 білий ферзь · g6 білий пішак · h6 чорний пішак · c5 чорний пішак · d5 білий кінь · f5 білий пішак · h5 чорний король · c4 чорна тура · c3 чорна тура · f3 білий пішак · b2 чорний кінь · d2 чорний слон · g2 білий слон · h2 білий пішак | d8 білий слон · d7 чорний слон · e7 біла тура · g7 білий король · d6 білий кінь · f6 білий ферзь · g6 білий пішак · h6 чорний пішак · c5 чорний пішак · d5 білий кінь · f5 білий пішак · h5 чорний король · c4 чорна тура · c3 чорна тура · f3 білий пішак · b2 чорний кінь · d2 чорний слон · g2 білий слон · h2 білий пішак | d8 білий слон · d7 чорний слон · e7 біла тура · g7 білий король · d6 білий кінь · f6 білий ферзь · g6 білий пішак · h6 чорний пішак · c5 чорний пішак · d5 білий кінь · f5 білий пішак · h5 чорний король · c4 чорна тура · c3 чорна тура · f3 білий пішак · b2 чорний кінь · d2 чорний слон · g2 білий слон · h2 білий пішак | d8 білий слон · d7 чорний слон · e7 біла тура · g7 білий король · d6 білий кінь · f6 білий ферзь · g6 білий пішак · h6 чорний пішак · c5 чорний пішак · d5 білий кінь · f5 білий пішак · h5 чорний король · c4 чорна тура · c3 чорна тура · f3 білий пішак · b2 чорний кінь · d2 чорний слон · g2 білий слон · h2 білий пішак | d8 білий слон · d7 чорний слон · e7 біла тура · g7 білий король · d6 білий кінь · f6 білий ферзь · g6 білий пішак · h6 чорний пішак · c5 чорний пішак · d5 білий кінь · f5 білий пішак · h5 чорний король · c4 чорна тура · c3 чорна тура · f3 білий пішак · b2 чорний кінь · d2 чорний слон · g2 білий слон · h2 білий пішак | d8 білий слон · d7 чорний слон · e7 біла тура · g7 білий король · d6 білий кінь · f6 білий ферзь · g6 білий пішак · h6 чорний пішак · c5 чорний пішак · d5 білий кінь · f5 білий пішак · h5 чорний король · c4 чорна тура · c3 чорна тура · f3 білий пішак · b2 чорний кінь · d2 чорний слон · g2 білий слон · h2 білий пішак | d8 білий слон · d7 чорний слон · e7 біла тура · g7 білий король · d6 білий кінь · f6 білий ферзь · g6 білий пішак · h6 чорний пішак · c5 чорний пішак · d5 білий кінь · f5 білий пішак · h5 чорний король · c4 чорна тура · c3 чорна тура · f3 білий пішак · b2 чорний кінь · d2 чорний слон · g2 білий слон · h2 білий пішак | 5 |
| 4 | d8 білий слон · d7 чорний слон · e7 біла тура · g7 білий король · d6 білий кінь · f6 білий ферзь · g6 білий пішак · h6 чорний пішак · c5 чорний пішак · d5 білий кінь · f5 білий пішак · h5 чорний король · c4 чорна тура · c3 чорна тура · f3 білий пішак · b2 чорний кінь · d2 чорний слон · g2 білий слон · h2 білий пішак | d8 білий слон · d7 чорний слон · e7 біла тура · g7 білий король · d6 білий кінь · f6 білий ферзь · g6 білий пішак · h6 чорний пішак · c5 чорний пішак · d5 білий кінь · f5 білий пішак · h5 чорний король · c4 чорна тура · c3 чорна тура · f3 білий пішак · b2 чорний кінь · d2 чорний слон · g2 білий слон · h2 білий пішак | d8 білий слон · d7 чорний слон · e7 біла тура · g7 білий король · d6 білий кінь · f6 білий ферзь · g6 білий пішак · h6 чорний пішак · c5 чорний пішак · d5 білий кінь · f5 білий пішак · h5 чорний король · c4 чорна тура · c3 чорна тура · f3 білий пішак · b2 чорний кінь · d2 чорний слон · g2 білий слон · h2 білий пішак | d8 білий слон · d7 чорний слон · e7 біла тура · g7 білий король · d6 білий кінь · f6 білий ферзь · g6 білий пішак · h6 чорний пішак · c5 чорний пішак · d5 білий кінь · f5 білий пішак · h5 чорний король · c4 чорна тура · c3 чорна тура · f3 білий пішак · b2 чорний кінь · d2 чорний слон · g2 білий слон · h2 білий пішак | d8 білий слон · d7 чорний слон · e7 біла тура · g7 білий король · d6 білий кінь · f6 білий ферзь · g6 білий пішак · h6 чорний пішак · c5 чорний пішак · d5 білий кінь · f5 білий пішак · h5 чорний король · c4 чорна тура · c3 чорна тура · f3 білий пішак · b2 чорний кінь · d2 чорний слон · g2 білий слон · h2 білий пішак | d8 білий слон · d7 чорний слон · e7 біла тура · g7 білий король · d6 білий кінь · f6 білий ферзь · g6 білий пішак · h6 чорний пішак · c5 чорний пішак · d5 білий кінь · f5 білий пішак · h5 чорний король · c4 чорна тура · c3 чорна тура · f3 білий пішак · b2 чорний кінь · d2 чорний слон · g2 білий слон · h2 білий пішак | d8 білий слон · d7 чорний слон · e7 біла тура · g7 білий король · d6 білий кінь · f6 білий ферзь · g6 білий пішак · h6 чорний пішак · c5 чорний пішак · d5 білий кінь · f5 білий пішак · h5 чорний король · c4 чорна тура · c3 чорна тура · f3 білий пішак · b2 чорний кінь · d2 чорний слон · g2 білий слон · h2 білий пішак | d8 білий слон · d7 чорний слон · e7 біла тура · g7 білий король · d6 білий кінь · f6 білий ферзь · g6 білий пішак · h6 чорний пішак · c5 чорний пішак · d5 білий кінь · f5 білий пішак · h5 чорний король · c4 чорна тура · c3 чорна тура · f3 білий пішак · b2 чорний кінь · d2 чорний слон · g2 білий слон · h2 білий пішак | 4 |
| 3 | d8 білий слон · d7 чорний слон · e7 біла тура · g7 білий король · d6 білий кінь · f6 білий ферзь · g6 білий пішак · h6 чорний пішак · c5 чорний пішак · d5 білий кінь · f5 білий пішак · h5 чорний король · c4 чорна тура · c3 чорна тура · f3 білий пішак · b2 чорний кінь · d2 чорний слон · g2 білий слон · h2 білий пішак | d8 білий слон · d7 чорний слон · e7 біла тура · g7 білий король · d6 білий кінь · f6 білий ферзь · g6 білий пішак · h6 чорний пішак · c5 чорний пішак · d5 білий кінь · f5 білий пішак · h5 чорний король · c4 чорна тура · c3 чорна тура · f3 білий пішак · b2 чорний кінь · d2 чорний слон · g2 білий слон · h2 білий пішак | d8 білий слон · d7 чорний слон · e7 біла тура · g7 білий король · d6 білий кінь · f6 білий ферзь · g6 білий пішак · h6 чорний пішак · c5 чорний пішак · d5 білий кінь · f5 білий пішак · h5 чорний король · c4 чорна тура · c3 чорна тура · f3 білий пішак · b2 чорний кінь · d2 чорний слон · g2 білий слон · h2 білий пішак | d8 білий слон · d7 чорний слон · e7 біла тура · g7 білий король · d6 білий кінь · f6 білий ферзь · g6 білий пішак · h6 чорний пішак · c5 чорний пішак · d5 білий кінь · f5 білий пішак · h5 чорний король · c4 чорна тура · c3 чорна тура · f3 білий пішак · b2 чорний кінь · d2 чорний слон · g2 білий слон · h2 білий пішак | d8 білий слон · d7 чорний слон · e7 біла тура · g7 білий король · d6 білий кінь · f6 білий ферзь · g6 білий пішак · h6 чорний пішак · c5 чорний пішак · d5 білий кінь · f5 білий пішак · h5 чорний король · c4 чорна тура · c3 чорна тура · f3 білий пішак · b2 чорний кінь · d2 чорний слон · g2 білий слон · h2 білий пішак | d8 білий слон · d7 чорний слон · e7 біла тура · g7 білий король · d6 білий кінь · f6 білий ферзь · g6 білий пішак · h6 чорний пішак · c5 чорний пішак · d5 білий кінь · f5 білий пішак · h5 чорний король · c4 чорна тура · c3 чорна тура · f3 білий пішак · b2 чорний кінь · d2 чорний слон · g2 білий слон · h2 білий пішак | d8 білий слон · d7 чорний слон · e7 біла тура · g7 білий король · d6 білий кінь · f6 білий ферзь · g6 білий пішак · h6 чорний пішак · c5 чорний пішак · d5 білий кінь · f5 білий пішак · h5 чорний король · c4 чорна тура · c3 чорна тура · f3 білий пішак · b2 чорний кінь · d2 чорний слон · g2 білий слон · h2 білий пішак | d8 білий слон · d7 чорний слон · e7 біла тура · g7 білий король · d6 білий кінь · f6 білий ферзь · g6 білий пішак · h6 чорний пішак · c5 чорний пішак · d5 білий кінь · f5 білий пішак · h5 чорний король · c4 чорна тура · c3 чорна тура · f3 білий пішак · b2 чорний кінь · d2 чорний слон · g2 білий слон · h2 білий пішак | 3 |
| 2 | d8 білий слон · d7 чорний слон · e7 біла тура · g7 білий король · d6 білий кінь · f6 білий ферзь · g6 білий пішак · h6 чорний пішак · c5 чорний пішак · d5 білий кінь · f5 білий пішак · h5 чорний король · c4 чорна тура · c3 чорна тура · f3 білий пішак · b2 чорний кінь · d2 чорний слон · g2 білий слон · h2 білий пішак | d8 білий слон · d7 чорний слон · e7 біла тура · g7 білий король · d6 білий кінь · f6 білий ферзь · g6 білий пішак · h6 чорний пішак · c5 чорний пішак · d5 білий кінь · f5 білий пішак · h5 чорний король · c4 чорна тура · c3 чорна тура · f3 білий пішак · b2 чорний кінь · d2 чорний слон · g2 білий слон · h2 білий пішак | d8 білий слон · d7 чорний слон · e7 біла тура · g7 білий король · d6 білий кінь · f6 білий ферзь · g6 білий пішак · h6 чорний пішак · c5 чорний пішак · d5 білий кінь · f5 білий пішак · h5 чорний король · c4 чорна тура · c3 чорна тура · f3 білий пішак · b2 чорний кінь · d2 чорний слон · g2 білий слон · h2 білий пішак | d8 білий слон · d7 чорний слон · e7 біла тура · g7 білий король · d6 білий кінь · f6 білий ферзь · g6 білий пішак · h6 чорний пішак · c5 чорний пішак · d5 білий кінь · f5 білий пішак · h5 чорний король · c4 чорна тура · c3 чорна тура · f3 білий пішак · b2 чорний кінь · d2 чорний слон · g2 білий слон · h2 білий пішак | d8 білий слон · d7 чорний слон · e7 біла тура · g7 білий король · d6 білий кінь · f6 білий ферзь · g6 білий пішак · h6 чорний пішак · c5 чорний пішак · d5 білий кінь · f5 білий пішак · h5 чорний король · c4 чорна тура · c3 чорна тура · f3 білий пішак · b2 чорний кінь · d2 чорний слон · g2 білий слон · h2 білий пішак | d8 білий слон · d7 чорний слон · e7 біла тура · g7 білий король · d6 білий кінь · f6 білий ферзь · g6 білий пішак · h6 чорний пішак · c5 чорний пішак · d5 білий кінь · f5 білий пішак · h5 чорний король · c4 чорна тура · c3 чорна тура · f3 білий пішак · b2 чорний кінь · d2 чорний слон · g2 білий слон · h2 білий пішак | d8 білий слон · d7 чорний слон · e7 біла тура · g7 білий король · d6 білий кінь · f6 білий ферзь · g6 білий пішак · h6 чорний пішак · c5 чорний пішак · d5 білий кінь · f5 білий пішак · h5 чорний король · c4 чорна тура · c3 чорна тура · f3 білий пішак · b2 чорний кінь · d2 чорний слон · g2 білий слон · h2 білий пішак | d8 білий слон · d7 чорний слон · e7 біла тура · g7 білий король · d6 білий кінь · f6 білий ферзь · g6 білий пішак · h6 чорний пішак · c5 чорний пішак · d5 білий кінь · f5 білий пішак · h5 чорний король · c4 чорна тура · c3 чорна тура · f3 білий пішак · b2 чорний кінь · d2 чорний слон · g2 білий слон · h2 білий пішак | 2 |
| 1 | d8 білий слон · d7 чорний слон · e7 біла тура · g7 білий король · d6 білий кінь · f6 білий ферзь · g6 білий пішак · h6 чорний пішак · c5 чорний пішак · d5 білий кінь · f5 білий пішак · h5 чорний король · c4 чорна тура · c3 чорна тура · f3 білий пішак · b2 чорний кінь · d2 чорний слон · g2 білий слон · h2 білий пішак | d8 білий слон · d7 чорний слон · e7 біла тура · g7 білий король · d6 білий кінь · f6 білий ферзь · g6 білий пішак · h6 чорний пішак · c5 чорний пішак · d5 білий кінь · f5 білий пішак · h5 чорний король · c4 чорна тура · c3 чорна тура · f3 білий пішак · b2 чорний кінь · d2 чорний слон · g2 білий слон · h2 білий пішак | d8 білий слон · d7 чорний слон · e7 біла тура · g7 білий король · d6 білий кінь · f6 білий ферзь · g6 білий пішак · h6 чорний пішак · c5 чорний пішак · d5 білий кінь · f5 білий пішак · h5 чорний король · c4 чорна тура · c3 чорна тура · f3 білий пішак · b2 чорний кінь · d2 чорний слон · g2 білий слон · h2 білий пішак | d8 білий слон · d7 чорний слон · e7 біла тура · g7 білий король · d6 білий кінь · f6 білий ферзь · g6 білий пішак · h6 чорний пішак · c5 чорний пішак · d5 білий кінь · f5 білий пішак · h5 чорний король · c4 чорна тура · c3 чорна тура · f3 білий пішак · b2 чорний кінь · d2 чорний слон · g2 білий слон · h2 білий пішак | d8 білий слон · d7 чорний слон · e7 біла тура · g7 білий король · d6 білий кінь · f6 білий ферзь · g6 білий пішак · h6 чорний пішак · c5 чорний пішак · d5 білий кінь · f5 білий пішак · h5 чорний король · c4 чорна тура · c3 чорна тура · f3 білий пішак · b2 чорний кінь · d2 чорний слон · g2 білий слон · h2 білий пішак | d8 білий слон · d7 чорний слон · e7 біла тура · g7 білий король · d6 білий кінь · f6 білий ферзь · g6 білий пішак · h6 чорний пішак · c5 чорний пішак · d5 білий кінь · f5 білий пішак · h5 чорний король · c4 чорна тура · c3 чорна тура · f3 білий пішак · b2 чорний кінь · d2 чорний слон · g2 білий слон · h2 білий пішак | d8 білий слон · d7 чорний слон · e7 біла тура · g7 білий король · d6 білий кінь · f6 білий ферзь · g6 білий пішак · h6 чорний пішак · c5 чорний пішак · d5 білий кінь · f5 білий пішак · h5 чорний король · c4 чорна тура · c3 чорна тура · f3 білий пішак · b2 чорний кінь · d2 чорний слон · g2 білий слон · h2 білий пішак | d8 білий слон · d7 чорний слон · e7 біла тура · g7 білий король · d6 білий кінь · f6 білий ферзь · g6 білий пішак · h6 чорний пішак · c5 чорний пішак · d5 білий кінь · f5 білий пішак · h5 чорний король · c4 чорна тура · c3 чорна тура · f3 білий пішак · b2 чорний кінь · d2 чорний слон · g2 білий слон · h2 білий пішак | 1 |
|   | a | b | c | d | e | f | g | h |   |

1.Kf8! ~ 2.Th7! ~ 3.f4(Sf4+)
1… Tf4 2.Dg5+!! K: g5 3.Te3+! Kh5 4.S: f4#
1… Lf4 2.Dh4+!! K: h4 3.Te4+! Kh5 4.S: f4#
Яскрава, феєрична задача з ефектними жертвами ферзя, грою білої батареї, темами Грімшоу та Новотного, захистами на полі загрози.

1. ↑  Grandmasters - WFCC (амер.). Архів оригіналу за 26 листопада 2020. Процитовано 26 березня 2019.